# X Recenseamento Geral da População de Portugal
O X Recenseamento Geral da População de Portugal foi realizado em 15 de Dezembro de 1960. Segundo este censo a população consistia de 8 889 392 habitantes.